# Gilles Simon
Gilles Simon (* 27. prosince 1984 Nice) je francouzský profesionální tenista, který na okruh ATP World Tour vstoupil v roce 2002, kdy mu bylo osmnáct let. První turnajové vítězství získal po dalších pěti letech, v roce 2007 na turnaji ve francouzském Marseille. Ve své dosavadní kariéře na okruhu ATP World Tour vyhrál třináct singlových turnajů. V rámci ATP Challenger Tour získal dva tituly ve dvouhře.
Na žebříčku ATP byl nejvýše ve dvouhře klasifikován v lednu 2009 na 6. místě a ve čtyřhře pak v lednu 2008 na 117. místě. Dříve jej trénovali Jan De Witt a mezi lety 2007–2012 Thierry Tulasne.
Na nejvyšší grandslamové úrovni se v mužské dvouhře nejdále probojoval do čtvrtfinále Australian Open 2009 a Wimbledonu 2015. V prvním případě nestačil na pozdějšího vítěze turnaje Rafaela Nadala ze Španělska, ve druhém byl nad jeho síly Švýcar Roger Federer, jemuž podlehl ve třech setech.
Ve francouzském daviscupovém týmu debutoval jako 24letý v roce 2009 prvním kolem světové skupiny proti Česku, v němž v úvodním utkání dvouhry nestačil na Tomáše Berdycha, když mu podlehl ve čtyřech setech. Následně ještě nezvládl rozhodující zápas s Radkem Štěpánkem, kterému podlehl ve třech sadách. Francie v sérii prohrála 2:3 na zápasy. Do září 2018 v soutěži nastoupil k dvanácti mezistátním utkáním s bilancí 8–10 ve dvouhře a 0–0 ve čtyřhře.
Francii reprezentoval na Letních olympijských hrách 2008 v Pekingu, kde v mužské dvouhře startoval jako desátý nasazený. Vypadl ve třetím kole, když nestačil na Američana Jamese Blakea. Zúčastnil se také londýnských Her XXX. olympiády, kde jako turnajová dvanáctka opět ve třetím kole dvouhry podlehl pozdějšímu bronzovému medailistovi Juanu Martínu del Potrovi z Argentiny.

## Finále na okruhu ATP Tour
| Legenda                             |
| D – dvouhra; Č – čtyřhra            |
| Grand Slam (0)                      |
| Turnaj mistrů (0)                   |
| ATP World Tour Masters 1000 (0–2 D) |
| ATP World Tour 500 (1–0 D)          |
| ATP World Tour 250 (12–5 D; 0–1 Č)  |

| Tituly dle povrchu   |
| -------------------- |
| tvrdý (8–4 D, 0–1 Č) |
| antuka (5–2 D)       |
| tráva (0–1 D)        |
| koberec (0–0)        |

| Tituly dle prostředí |
| -------------------- |
| venku (7–3)          |
| hala (5–3)           |

### Dvouhra: 20 (13–7)
| Stav      | č.  | datum             | turnaj                         | povrch    | soupeř ve finále   | výsledek                |
| --------- | --- | ----------------- | ------------------------------ | --------- | ------------------ | ----------------------- |
| Finalista | 1.  | 16. dubna 2006    | Valencie, Španělsko            | antuka    | Nicolás Almagro    | 2–6, 3–6                |
| Vítěz     | 1.  | 18. února 2007    | Marseille, Francie             | tvrdý (h) | Marcos Baghdatis   | 6–4, 7–6(8–6)           |
| Vítěz     | 2.  | 16. září 2007     | Bukurešť, Rumunsko             | antuka    | Victor Hănescu     | 4–6, 6–3, 6–2           |
| Vítěz     | 3.  | 24. května 2008   | Casablanca, Maroko             | antuka    | Julien Benneteau   | 7–5, 6–2                |
| Vítěz     | 4.  | 20. července 2008 | Indianapolis, Spojené státy    | tvrdý     | Dmitrij Tursunov   | 6–4, 6–4                |
| Vítěz     | 5.  | 14. září 2008     | Bukurešť, Rumunsko (2)         | antuka    | Carlos Moyà        | 6–3, 6–4                |
| Finalista | 2.  | 19. října 2008    | Madrid, Španělsko              | tvrdý (h) | Andy Murray        | 4–6, 6–7(6–8)           |
| Vítěz     | 6.  | 29. září 2009     | Bangkok, Thajsko               | tvrdý (h) | Viktor Troicki     | 7–5, 6–3                |
| Vítěz     | 7.  | 26. září 2010     | Mety, Francie                  | tvrdý (h) | Mischa Zverev      | 6–3, 6–2                |
| Vítěz     | 8.  | 15. ledna 2011    | Sydney, Austrálie              | tvrdý     | Viktor Troicki     | 7–5, 7–6(7–4)           |
| Vítěz     | 9.  | 24. července 2011 | Hamburk, Německo               | antuka    | Nicolás Almagro    | 6–4, 4–6, 6–4           |
| Vítěz     | 10. | 29. dubna 2012    | Bukurešť, Rumunsko (3)         | antuka    | Fabio Fognini      | 6–4, 6–3                |
| Finalista | 3.  | 30. září 2012     | Bangkok, Thajsko               | tvrdý (h) | Richard Gasquet    | 2–6, 1–6                |
| Finalista | 4.  | 22. června 2013   | Eastbourne, Spojené království | tráva     | Feliciano López    | 6–7(2–7), 7–6(7–5), 0–6 |
| Vítěz     | 11. | 22. září 2013     | Mety, Francie (2)              | tvrdý (h) | Jo-Wilfried Tsonga | 6–4, 6–3                |
| Finalista | 5.  | 12. října 2014    | Šanghaj, Čína                  | tvrdý     | Roger Federer      | 6–7(6–8), 6–7(2–7)      |
| Vítěz     | 12. | 22. února 2015    | Marseille, Francie (2)         | tvrdý (h) | Gaël Monfils       | 6–4, 1–6, 7–6(7–4)      |
| Finalista | 6.  | 27. září 2015     | Mety, Francie                  | tvrdý (h) | Jo-Wilfried Tsonga | 6–7(5–7), 6–1, 2–6      |
| Vítěz     | 13. | 6. ledna 2018     | Puné, Indie                    | tvrdý     | Kevin Anderson     | 7–6(7–4), 6–2           |
| Finalista | 7.  | 26. května 2018   | Lyon, Francie                  | antuka    | Dominic Thiem      | 6–3, 6–7(1–7), 1–6      |

### Čtyřhra: 1 (0–1)
| Stav      | č. | datum         | turnaj      | povrch | spoluhráč             | soupeři ve finále            | výsledek           |
| --------- | -- | ------------- | ----------- | ------ | --------------------- | ---------------------------- | ------------------ |
| Finalista | 1. | 6. ledna 2018 | Puné, Indie | tvrdý  | Pierre-Hugues Herbert | Robin Haase Matwé Middelkoop | 6–7(5–7), 6–7(5–7) |

## Postavení na konečném žebříčku ATP

### Dvouhra
| Rok    | 2002  | 2003   | 2004   | 2005   | 2006  | 2007  | 2008 | 2009  | 2010  | 2011  | 2012  | 2013  | 2014  | 2015  | 2016  | 2017  |
| Pořadí | 1345. | ▲ 480. | ▲ 174. | ▲ 124. | ▲ 45. | ▲ 29. | ▲ 7. | ▼ 15. | ▼ 41. | ▲ 12. | ▼ 16. | ▼ 19. | ▼ 21. | ▲ 15. | ▼ 25. | ▼ 89. |

### Čtyřhra
| Rok    | 2003 | 2004   | 2005   | 2006   | 2007   | 2008   | 2009   | 2010 | 2011   | 2012   | 2013   | 2014   | 2015   | 2016   | 2017   |
| Pořadí | 903. | ▲ 614. | ▲ 398. | ▲ 330. | ▲ 139. | ▼ 282. | ▼ 330. | –    | ▲ 547. | ▲ 157. | ▼ 274. | ▼ 422. | ▲ 255. | ▼ 262. | ▼ 827. |